# 金澤攝
金澤 攝（かなざわ をさむ、Osamu N. Kanazawa、1959年2月 - ）は、金沢市生まれの作曲家、ピアニスト。前名「中村 攝」。現在も金沢市を拠点として独自の活動を展開している。

## 経歴
1959年に生まれ、3歳よりピアノと作曲を始める。10歳で母のバレエ公演のピアニストとして旧ソ連イルクーツク市へ随行。1974年フィリップ・アントルモンに見出され中学卒業と同時にパリへ旅立つ。以来1978年帰国までの4年間をパリに遊学。その間、天才ピアニストとして注目され地元ラジオなどに出演する。
18歳の時、歴史に埋もれた名作曲家の発掘と紹介を生涯の指針と定め、以来独学。
1979年メシアン・コンクール第2位（1位なし）。
現在200名を超える作曲家をターゲットに研究、演奏を行っている。また、自作曲は100曲を超え、著書に『失われた音楽〜秘曲の封印を解く〜』がある。
父は洋画家の中村秀雄、母は日本洋舞連合会長の中村祐子、弟に脚本家のNAKA雅MURAがいる。

## 年譜
- 1959年2月 - 金沢市で生まれる。
- 1962年 - 自ら楽器店へ赴き、ピアノを求める。
- 1969年 - 母のバレエ公演にピアニストとして随行し旧ソ連イルクーツクにて演奏。
- 1970年 - 母の東京公演のピアニストとして『展覧会の絵』を独奏。
- 1974年 - パリへ遊学（〜1978年）。
- 1975年 - 菅野沖彦に見出されデビューアルバム『スフィアー』リリース。
- 1978年 - ヒンデミットピアノ曲全集リリース（4枚組）。
- 1979年 - メシアン・コンクール第2位（1位なし）。
- 1982年 - スタジオ・ルンデ シリーズコンサート開始（〜2006年6月）。
- 1985年 - 第1回日本現代音楽コンクール 審査委員長(園田高弘）奨励賞。
- 1989年 - エピックソニーより『アルカン選集』(全8集)リリース開始。アルカンブームの火付け役となる。
- 1991年 - 村松賞大賞。
- 1996年 - 金沢市民芸術村にて『20世紀の響き』シリーズ開始（〜2006年6月）。
- 2002年 - 天意を感じ本名「中村攝」より「金澤攝」に改姓。
- 2004年 - 石川県立音楽堂において第1回音楽堂 金澤攝シリーズ『生誕180年記念 ライネッケ連続ピアノコンサート2004』全4回の構成・演奏を実施する。
- 2005年 - 龜鳴屋より著書『失われた音楽』を出版。 石川県立音楽堂にて第2回音楽堂 金澤攝シリーズ『19世紀のブゾーニ』の構成・演奏を実施する。
- 2006年 - 石川県立音楽堂にて第3回音楽堂 金澤攝シリーズ『カミーユ・サン＝サーンスの生涯』全5回の構成・演奏・プレ講座を実施。世界初演を含むサン＝サーンスの全ピアノ作品、64タイトル117曲を通演。PTNAを通してYouTubeにマイナーな作品の演奏動画の配信を開始。
- 2007年 - 石川県立音楽堂にて『シューベルト・フェスティバル』の一環として『ピアノソナタ　第19番　ハ短調』を独奏し、約120名の観客に衝撃を与えた。また、第4回音楽堂 金澤攝シリーズ『サン＝サーンスの隣人たち』全5回の構成・演奏・プレ講座を実施。各回「アントワーヌ・マルモンテル」、「ヴィルヘルム・クリューガー」、「エドゥアール・シラス」、「アントン・ルビンシテイン」、マルモンテルを取り上げ、代表作を通演した。
- 2012年 - 公開していた290曲の音源の配信を停止した。その理由としては、漫然と公開していては未知の作品の脈絡が見えず、不本意な演奏も多いため、作曲家たちに申し訳が立たないことを挙げており、新たな形での紹介を検討中だと述べている[1]が、2015年現在一部が視聴可能となっている。

## 代表作品
- 1974年　小ソナタ ― トランペット、チェロとピアノ
- 1975年　夜曲（B.Madernaへのオマージュ） ― 室内オーケストラ
- 1976年　マイクロシンフォニー ― 大オーケストラ
- 1976-77年　さるとおじぞうさま ― 語り手、児童合唱と11人の器楽奏者
- 1976-78年　ねずみのよめいり ― 2台のピアノ
- 1979年　甘露 ― オーケストラ
- 1980年　英雄舞曲 ― チェロと13楽器
- 1982年　普陀洛音頭 ― ピアノ
- 1983-87年　大黒天和讃 ― バス独唱と32楽器
- 1988年　果実の味の前奏曲第1集 ― ピアノ
- 1989年　果実の味の前奏曲第2集 ― マリンバとピアノ、打楽器付き
- 1990-91年　協奏ソナタヘ長調 ― フルート、ヴィオラ、チェンバロ
- 1990-92年　九月の協奏曲 ― オーケストラ
- 1993年　霞 ― 合唱とコントラバス
- 1994-95年　ベルスーズ ― ピアノとオーケストラ
- 1997-98年　故郷の調べ ― 小オーケストラ
- 1998年　井戸 ― オーケストラ
- 1999年　草店花風 ― 独唱、合唱とオーケストラ
- 1999年　稲羽之素菟 ― ソプラノ、フルートとピアノ
- 1999-2000年　原始的三重奏 ― ヴァイオリン、チェロとピアノ
- 2000年　秋の七草 ― オーボエ(コールアングル)、チェレスタとピアノ
- 2001年　鳩 ― ソプラノ、2つのヴァイオリン、ピアノ
- 2002年　宇賀神将十五壬子事 ― 篠笛、ヴァイオリン、琵琶、ピアノ